# Kevin Hamilton
Pour les articles homonymes, voir Hamilton.
Kevin Hamilton, né le 2 mai 1984 dans le Queens, à New York, aux États-Unis, est un joueur portoricain de basket-ball. Il évolue aux postes de meneur et d'arrière.

## Biographie
Le 5 juillet 2014, il s'engage au Rouen Métropole Basket après 5 années passées en Allemagne où il a fini notamment 3e meilleur passeur de Basket-ball Bundesliga lors de la saison 2013-2014.